# Вітезслав Горніг
Вітезслав Горніг (чеськ. Vítězslav Hornig) — чеський біатлоніст, призер чемпіонату світу, медаліст юнацьких та молодіжних світових першостей.

## Результати
Джерелом усіх результатів є сайт  Міжнародного союзу біатлоністів.

### Чемпіонати світу
| Event            | Індивідуалка | Спринт | Персьют | Масстарт | Естафета | Змішана естафета | Одиночна змішана естафета |
| ---------------- | ------------ | ------ | ------- | -------- | -------- | ---------------- | ------------------------- |
| Нове Место 2024  | 46           | —      | —       | —        | 7        | —                | —                         |
| Ленцергайде 2025 | 27           | 29     | 22      | —        | 6        | Срібло           | 14                        |

### Кубок світу
| Сезон   | Загальний залік | Загальний залік | Загальний залік | Індивідуалка   | Індивідуалка   | Спринт         | Спринт         | Персьют        | Персьют        | Мас-старт      | Мас-старт      |
| Сезон   | Гонки           | Очки            | Місце           | Очки           | Місце          | Очки           | Місце          | Очки           | Місце          | Очки           | Місце          |
| ------- | --------------- | --------------- | --------------- | -------------- | -------------- | -------------- | -------------- | -------------- | -------------- | -------------- | -------------- |
| 2019–20 | 1/21            | Не набрав очок  | Не набрав очок  | Не набрав очок | Не набрав очок | Не набрав очок | Не набрав очок | Не набрав очок | Не набрав очок | Не набрав очок | Не набрав очок |
| 2020–21 | 3/26            | Не набрав очок  | Не набрав очок  | Не набрав очок | Не набрав очок | Не набрав очок | Не набрав очок | Не набрав очок | Не набрав очок | Не набрав очок | Не набрав очок |
| 2021–22 | 5/22            | Не набрав очок  | Не набрав очок  | Не набрав очок | Не набрав очок | Не набрав очок | Не набрав очок | Не набрав очок | Не набрав очок | Не набрав очок | Не набрав очок |
| 2022–23 | 2/21            | Не набрав очок  | Не набрав очок  | Не набрав очок | Не набрав очок | Не набрав очок | Не набрав очок | Не набрав очок | Не набрав очок | Не набрав очок | Не набрав очок |
| 2023–24 | 10/21           | 1               | 92              | —              | —              | —              | —              | 1              | 79             | —              | —              |
| 2024–25 | 18/21           | 391             | 20              | 64             | 19             | 129            | 23             | 107            | 21             | 91             | 20             |

### Юніорські та молодіжні чемпіонати світу
3 медалі (1 срібна, 2 бронзові)
| Рік                     | Вік | Індивідуалка | Спринт | Персьют | Естафета |
| ----------------------- | --- | ------------ | ------ | ------- | -------- |
| \| Кейле Гредіштей 2016 | 16  | 46           | 43     | 44      | —        |
| Отепя 2018              | 18  | 12           | Бронза | DNS     | Срібло   |
| Брезно-Осорбліє 2019    | 19  | 14           | 38     | 27      | 6        |
| Ланцергайде 2020        | 20  | 17           | 18     | 10      | 6        |
| Обертілліях 2021        | 21  | 10           | 8      | 6       | Бронза   |